# Chaetogaedia vilis
Chaetogaedia vilis är en tvåvingeart som först beskrevs av Wulp 1890.  Chaetogaedia vilis ingår i släktet Chaetogaedia och familjen parasitflugor. Inga underarter finns listade i Catalogue of Life.